# المنعزلون
المنعزلون هو فيلم من نوع دراما أُصدر في 2009. الفيلم من إخراج Renen Schorr ‏، أما السيناريو فكان من كتابة Renen Schorr ‏ وMoshe Zonder ‏.

## طاقم التمثيل
- Aryeh Cherner  [لغات أخرى]‏
- تساحي جراد [الإنجليزية]‏
- Gilad Avnat  [لغات أخرى]‏
- Sasha Agarunov  [لغات أخرى]‏
- Rotem Zissman-Cohen  [لغات أخرى]‏
- هنري ديفيد
- انتون "كلين" اوستروفسكي
- شلومي ابراهام  [لغات أخرى]‏

## الإنتاج
موسيقى الفيلم التصويرية كانت من تأليف Shem Tov Levi ‏.

## وصلات خارجية
- المنعزلون على موقع IMDb (الإنجليزية)
- المنعزلون على موقع ألو سيني (الفرنسية)
- المنعزلون على موقع قاعدة بيانات الفيلم (الإنجليزية)
- المنعزلون على موقع ليتربوكسد (الإنجليزية)
- المنعزلون على موقع كينوبويسك (الروسية)